# Sirnabaya (Telukjambe Timur)
Sirnabaya is een bestuurslaag in het regentschap Karawang van de provincie West-Java, Indonesië. Sirnabaya telt 12.848 inwoners (volkstelling 2010).